# Het Witte Serpent
Het Witte Serpent is een fantasyroman van de Britse schrijfster Tanith Lee. Het is het derde, afsluitende deel van de Stormgebieder-trilogie.

## Verhaal
De mysterieuze albino-vrouw Aztira van het magische Amanackire-ras heeft de machtige krijger Rehger onder haar betovering gebracht. Zij wil dat hij haar vergezelt op haar zoektocht naar de legendarische thuisstad van de Amanackire.

## Stormgebieder-trilogie
1. 1976 - Stormgebieder (The Storm Lord)
2. 1983 - Anackire (Anackire)
3. 1988 - Het Witte Serpent (The White Serpent)